# Салудечо (Римини)
Салудечо (итал. Saludecio) је насеље у Италији у округу Римини, региону Емилија-Ромања.
Према процени из 2011. у насељу је живело 611 становника. Насеље се налази на надморској висини од 308 м.

## Становништво
Према резултатима пописа становништва 2011. у општини је живело 3.028 становника.
| 1931. | 1936. | 1951. | 1961. | 1971. | 1981. | 1991. | 2001. | 2011. |
| ----- | ----- | ----- | ----- | ----- | ----- | ----- | ----- | ----- |
| 5.026 | 5.114 | 4.866 | 3.786 | 2.639 | 2.429 | 2.324 | 2.389 | 3.028 |